# Меріда (Дісней)
Меріда — головна героїня мультфільму Disney/Pixar «Відважна» (2012). Її озвучує шотландська актриса Келлі Макдональд. 11 травня 2013 року Меріда була додана до лінійки Disney Princess як одинадцята учасниця, ставши першою Disney Princess, створеною Pixar.

## Розробка
Дітище режисерки Бренди Чепмен, Меріда — перша жіноча головна героїня у фільмі Pixar. Образ Меріди був тепло прийнятий критиками, які вважають його свіжим поглядом на жанр принцес через її новаторський образ принцеси, яка не потребує порятунку, та за глибоке дослідження шотландської культури. Її характер є чудовим прикладом для наслідування для дівчаток, оскільки вона демонструє боротьбу між традиційними обов'язками та особистими прагненнями.

### Походження та концепція
Принцеса Меріда — 16-річна дочка короля Фергюса та королеви Елінор, які правлять королівством у Шотландії. Традиційні погляди королеви Елінор на роль жінки в суспільстві, які передбачають шлюб та виконання королівських обов'язків, стикаються з бунтарським духом Меріди, яка прагне до свободи та самовизначення. При цьому Меріда є однією з найкращих лучниць королівства. Меріда не лише чудово стріляє з лука, але й демонструє виняткові навички у володінні списом, фехтуванні та швидкому бігу по сільській місцевості разом зі своїм вірним конем Ангусом, своїм клайдсдейльським конем. Незважаючи на її вольовий та товариський характер, Меріда має добре серце, особливо коли йдеться про її молодших братів-трійнят, Гарріса, Губерта та Гаміша. Вона не є зіпсованою, хоча іноді може здаватися такою, і, попри часті розбіжності з матір'ю, вона щиро любить своїх батьків

#### Королівство ДанБрок
У минулому клани ДанБрок, Макгаффін, Макінтош і Дінгволл постійно ворогували. Але коли римські солдати та вікінги загрожували їм з моря, чотири клани об'єдналися під мечем Фергюса, щоб захистити свої землі. Після успішного відбиття вторгнення, вони створили королівство ДанБрок. Лідери Макінтош, Мак-Гаффін і Дінгвол стали феодальними лордами, а Фергюс був коронований королем, а Елінор — королевою.

### Голос
Меріду озвучує шотландська актриса Келлі Макдональд. Макдональд була найнята, щоб замінити Різ Візерспун, актрису, спочатку обрану на цю роль. Дві пісні у фільмі, «Touch the Sky» і «Into The Open Air», були заспівані Джулі Фоуліс, шотландською народною співачкою, як закадрові музичні думки Меріди. Юлія Шаповал подарувала свій голос Меріді в українському дубляжі мультфільму "Відважна".

### Дизайн
У Меріди довге, буйне, кучеряве, руде волосся, блакитні очі, бліда шкіра та струнке тіло. Її головний наряд — темно-сіро-смарагдово-зелена традиційна сукня з вовни зі стильними розрізами для руху під час стрільби з лука. Коли лорди прибувають на ігри, вона одягнена в середньовічну бірюзову шовкову сукню з довгими рукавами, золотим оздобленням і золотими намистинами, у поєднанні з білою наміткою та короною, які вона тримає у волоссі. Вона також з'являється в сценах у темно-синьому/чорному плащі із золотою пряжкою. Лук Меріди перекинутий на спину, через плече, зі стрілами в коричневому шкіряному сагайдаку на талії. У фінальній сцені Меріда зображена в темно-синій сукні зі світло-зеленими візерунками.
Меріда має неповторну зовнішність: довге руде кучеряве волосся, блакитні очі, світлу шкіру та струнку фігуру. Її повсякденний одяг — це практична темно-сіро-зелена сукня з вовни, що дозволяє їй вільно рухатися під час стрільби з лука. Для важливих подій вона обирає елегантну бірюзову шовкову сукню з довгими рукавами, золотим оздобленням і золотими намистинами, оздоблену золотом у поєднанні з білою наміткою та короною, які вона тримають її волосся. Також у неї є темно-синій плащ із золотою пряжкою. Вона завжди носить лук за спиною, а стріли — в сагайдаку на поясі. У заключних сценах фільму вона з'являється в темно-синій сукні з ніжними світло-зеленими візерунками.

## Поява

### Bravely
У романі «Bravely», написаному Меггі Стівотер та виданому Disney Press, Меріда знову стає головною героїнею. Дія відбувається через рік після подій мультфільму «Відважна», де ДанБроку загрожує руйнування від бога Ферадаха. Щоб врятувати своє королівство, Меріда отримує завдання від стародавньої істоти, відомої як Калех.

## Інші появи
Меріда є дуже поширеним персонажем, якого можна зустріти та привітати в різних Діснейлендах. У парку «Діснейленд» у Каліфорнії вона зустрічає гостей біля атракціону «t's a Small World» біля воріт, які використовуються як кінцева зупинка параду.

### Ральф ламає Інтернет
Меріда з'являється у мультфільмі «Ральф-руйнівник 2: Інтернетрі» (2018) разом з іншими принцесами Діснея, а Келлі Макдональд повторно її озвучує. Вона говорить шотландською мовою і інші принцеси не можуть її зрозуміти, тому що «вона з іншої студії».

## Прийом і вплив
Персонаж Меріди був добре прийнятий критиками, як і гра Макдональд. Рішення Pixar представити головну героїню було схвалено The Guardian. Empire описав Меріду як «запеклу» та «сучасну дівчину в стародавньому світі». Меріда була включена до списку CNN «Найкращі жіночі анімаційні героїні». Її описували як «казкову феміністку» і хвалили за те, що її не потрібно рятувати. Критики відзначили її та схвалили за те, що їй не потрібне любовне захоплення. Entertainment Weekly назвав Меріду "розважливою шотландською принцесою з диким рудим волоссям і явною дівчиною, створеною для розваги глядачів «Сутінків» і "Голодних ігор ". Критики також відзначили волосся Меріди та те, що воно є символом її дикого та незалежного духу. Entertainment Weekly також назвав Меріду «свавільною героїнею».